# Autobahnkreuz Neuss-West
Das Autobahnkreuz Neuss-West (Abkürzung: AK Neuss-West; Kurzform: Kreuz Neuss-West; früher: Anschlussstelle Neuss-West) ist ein Autobahnkreuz in Nordrhein-Westfalen in der Metropolregion Rhein-Ruhr. Es verbindet die Bundesautobahn 46 (Heinsberg – Olsberg) mit der Bundesautobahn 57 (Trans-Niederrhein-Magistrale; E 31).

## Geografie
Das Autobahnkreuz liegt auf dem Stadtgebiet von Neuss. Nächstgelegene Stadtteile sind die Neusser Innenstadt, Pomona und Reuschenberg. Es befindet sich etwa 2,5 km südwestlich der Neusser Innenstadt, etwa 11 km südwestlich der Düsseldorfer Innenstadt und etwa 18 km südlich von Krefeld.
Unmittelbar östlich des Kreuzes beginnt eine gemeinsame Streckenführung der A 46 und der A 57 bis zum Kreuz Neuss-Süd.
Das Autobahnkreuz Neuss-West trägt auf der A 46 die Anschlussstellennummer 16, auf der A 57 die Nummer 20.

## Geschichte
Die Anschlussstelle Neuss-West wurde 2007 zu einem komplett planfreien Knotenpunkt umgebaut, nachdem die lange Zeit geplante südlichere Trassierung der A 46 durch Neuss verworfen wurde. Seitdem verläuft die A 46 auf der A 57. Zuvor war das Kreuz eine lichtsignalisierte Anschlussstelle. Zwischen den Anschlussstellen Neuss-Holzheim und Neuss-West war der Abschnitt eine Kraftfahrstraße und trug die Bezeichnung B1.

## Bauform und Ausbauzustand
Die BAB 57 ist im Kreuz sechsstreifig ausgebaut, die BAB 46 ist vierstreifig. Alle Verbindungsrampen – bis auf die zweispurige Verbindungsrampe A 46 aus Heinsberg in die A 46/A 57 Richtung Wuppertal/Köln – sind einspurig ausgeführt.
Das Autobahnkreuz wurde als Mischform zwischen Kleeblatt mit direkter Rampe und Windmühle angelegt. Dabei befinden sich die Ohren des Kleeblatts jeweils im südlicheren Bereich des Kreuzes. Der Windmühlenflügel verbindet die A 46/A 57 mit der A 46 in Richtung Heinsberg und die direkte Rampe die A 46 aus Heinsberg mit der A 57 Richtung Nijmegen. Die Ausfahrt Neuss-West aus der A 46 von Heinsberg ist aufgrund der ursprünglichen Bauform des Knotens, bei dem die Jülicher Landstraße zur A 57 immer nach Rechts verlassen wurde, eine Linksausfahrt. Diese Linksausfahrt trug anfangs die Bezeichnung B1, wurde dann zur Landstraße herabgestuft.

## Verkehrsaufkommen
Das Kreuz wurde im Jahr 2015 täglich von rund 140.000 Fahrzeugen befahren.
| Von                      | Nach                         | Durchschnittliche tägliche Verkehrsstärke | Durchschnittliche tägliche Verkehrsstärke | Durchschnittliche tägliche Verkehrsstärke | Anteil Schwerlastverkehr | Anteil Schwerlastverkehr | Anteil Schwerlastverkehr |
| Von                      | Nach                         | 2005                                      | 2010                                      | 2015                                      | 2005                     | 2010                     | 2015                     |
| ------------------------ | ---------------------------- | ----------------------------------------- | ----------------------------------------- | ----------------------------------------- | ------------------------ | ------------------------ | ------------------------ |
| AS Neuss-Holzheim (A 46) | AK Neuss-West                | 67.700                                    | 058.900                                   | 065.400                                   | 10,0 %                   | 11,8 %                   | 10,2 %                   |
| AS Büttgen (A 57)        | AK Neuss-West                | 89.000                                    | 105.300                                   | 096.600                                   | 09,0 %                   | 10,3 %                   | 10,2 %                   |
| AK Neuss-West            | AS Neuss-Reuschenberg (A 57) | 99.000                                    | 105.100                                   | 113.000                                   | 11,1 %                   | 10,1 %                   | 09,7 %                   |
| AK Neuss-West            | Jülicher Landstraße          | keine Daten                               | keine Daten                               | keine Daten                               | keine Daten              | keine Daten              | keine Daten              |

## Anschlussstellen und Fahrbeziehungen
|                                                               | Richtung Nijmegen (19) Büttgen | Jülicher Landstraße Richtung Neuss-Zentrum                          |
|                                                               |                                |                                                                     |
| (15) Neuss-Holzheim Richtung Mönchengladbach–Heinsberg/Aachen |                                | (21) Neuss-Reuschenberg Richtung Köln Richtung Düsseldorf–Wuppertal |